# 신해통공
신해통공(辛亥通共)은 조선 후기인 1791년(정조 15년) 육의전을 제외한 시전의 금난전권(禁亂廛權)을 폐지한 조처이다. 통공정책 가운데 하나이다.

## 개설
18세기에 접어들면서 서울에는 많은 새로운 시전이 설립되어 육의전(六矣廛)과 기성의 일반 시전(市廛)이 모두 금난전권을 행사하고 도고(都賈)즉, 개성상인 등의 상업자본가들이 상품을 독점하여 가격이 오르게 한 다음, 되팔아 이익을 남기는 상업활동을 전개하였다. 도시 상업의 발달로 인한 시전 수의 증가는 지극히 자연적인 현상이었지만, 시전의 도고권이 육의전과 같은 몇몇 관수품 조달상에 한정되지 않고 도회지인의 생필품 상인 전부에게 주어짐으로써 생기는 폐단은 대단히 컸다. 이에 대해 영세 사상(私商)층이 부단히 공세를 펼쳤으며, 또한 도회지 세궁민이 크게 반발하게 되자 조선 정부도 절정에 달한 도고 상업의 폐단을 묵과할 수 없었다.
이 같은 사태하에서 1791년(정조 15년) 신해통공이 취해졌다. 이 조처는 첫째 육의전을 제외한 모든 시전에게는 금난전 전매권(禁亂廛 專賣權), 즉 독점권을 허용하지 않고, 둘째 설립된 지 20, 30년 미만인 시전은 폐지한다는 것이었다.
신해통공의 주동자라고 할 수 있는 당시의 좌의정 채제공의 아래와 같은 주장은 곧 그대로 실시되어 조선왕조 상업 발전과 사상(私商)의 성장이 이뤄졌다.
<사료>좌의정 채제공이 아뢰기를, "우리 나라의 금난전권은 국역을 지는 육의전으로 하여금 이익을 독점케 하기 위하여 설치한 것입니다. 그러나 근래에는 무뢰배들이 삼삼오오로 시전을 만들어 일용품을 매점하지 않는 것이 없고, ...... 값이 날로 오르기만 합니다...... 마땅히 평시서에 명하여 20, 30년 이내에 설립된 작은 시전을 조사해 모조리 혁파하도록 하고 형조와 한성부에 명하여 육의전 이외에는 난전을 금할 수 없게 할뿐만 아니라 이를 어기는 자는 벌을 주게 해야 합니다."라고 임금이 신하에게 물으니 모두 옳다고 하여 따랐다.

## 같이 보기
- 도고
- 시전

1. ↑  《정조실록》 권32, 정조 15년(1791) 1월 25일(경자) 1번째 기사